# روبرتو کاندیدو
روبرتو کاندیدو (انگلیسی: Roberto Candido؛ زادهٔ ۱۳ مارس ۱۹۹۳) بازیکن فوتبال است.
از باشگاه‌هایی که در آن بازی کرده‌است می‌توان به باشگاه فوتبال پادوا اشاره کرد.